# بيرسيفال كيمب
بيرسيفال كيمب (2 يوليو 1888 - 14 فبراير 1974) (بالإنجليزية: Percival Kemp)‏ هو لاعب كريكت بريطاني (وحمل سابقاً جنسية المملكة المتحدة لبريطانيا العظمى وأيرلندا).